# Ikuo Matsumoto
Ikuo Matsumoto (Prefectura de Tochigi, Japó, 3 de novembre de 1941), és un exfutbolista japonès.

## Selecció japonesa
Ikuo Matsumoto va disputar 11 partits amb la selecció japonesa.